# Гото Предестинация
«Го́то Предестина́ция» (макароническое название со значением «Божье провидение» или в переводе с лат. — «предопределение», от нем. Gott и лат. praedestinatio) — российский 58-пушечный парусный линейный корабль, спущенный на воду 27 апреля (8 мая) 1700 года на воронежской верфи Воронежского адмиралтейства. Строился по проекту русского царя Петра I под руководством известного в будущем корабельного мастера Федосея Моисеевича Скляева. Пётр I принимал участие и в кораблестроительных работах; он же руководил церемонией закладки корпуса «Гото Предестинации» и участвовал в спуске корабля на воду.
«Гото Предестинация» стал первым российским линейным кораблём и первым кораблём IV ранга по британской ранговой классификации 1706 года, созданным в России без участия иностранных специалистов. Во время своей службы линейный корабль входил в состав Азовского флота. После неудачного Прутского похода и потери Азова корабль был продан Османской империи.
В 2014 году была открыта историческая копия корабля.

## История постройки
В конце XVII века в связи с подготовкой Петра I к военным действиям против Османской империи возникла необходимость в строительстве регулярного русского военно-морского флота. В это время в Европе начинается подготовка к войне за испанское наследство. Союз Русского государства с Австрией и Венецией, заключённый против Османской империи, распадался. В таких условиях Русское государство в качестве стратегического направления выбрало борьбу со Швецией. Поэтому усиление Азовского флота многопушечными кораблями было продолжено для того, чтобы не допустить военного конфликта с Османской империей и тем самым предотвратить войну на два фронта.
Организация в 1696—1697 годах кумпанств в Воронежском крае и помощь иностранных мастеров оказались недостаточно эффективными мерами для скорейшего строительства Азовского флота, поэтому флот было решено строить на средства только государства и только с помощью отечественных специалистов.
Основные недостатки строительства кораблей кумпанствами стали ясны Петру I ещё в 1698 году. Например, в письме от 28 ноября (8 декабря) 1698 года посол Священной Римской империи Гвариент сообщал в Вену:

…Жар и восторг, с которыми приготовлялись к наступающей войне, почти охладели; Государь исключительно занят переделкою и постройкою кораблей. Дорого построенные корабли дурны и скорей годятся под купеческий груз, чем для военных действий
Другой проблемой стало скорое окончание контракта иностранных корабельных мастеров, которые могли воспользоваться этим и уехать прежде, чем закончат строительство начатых ими кораблей. Это заставило Петра I приказать оцепить Воронеж и прилегающие к нему верфи заставами. В его указе под страхом смертной казни запрещалось жителям давать лошадей кому-либо из корабельных мастеров и рабочих или подвозить их на подводах без специального на то разрешения.

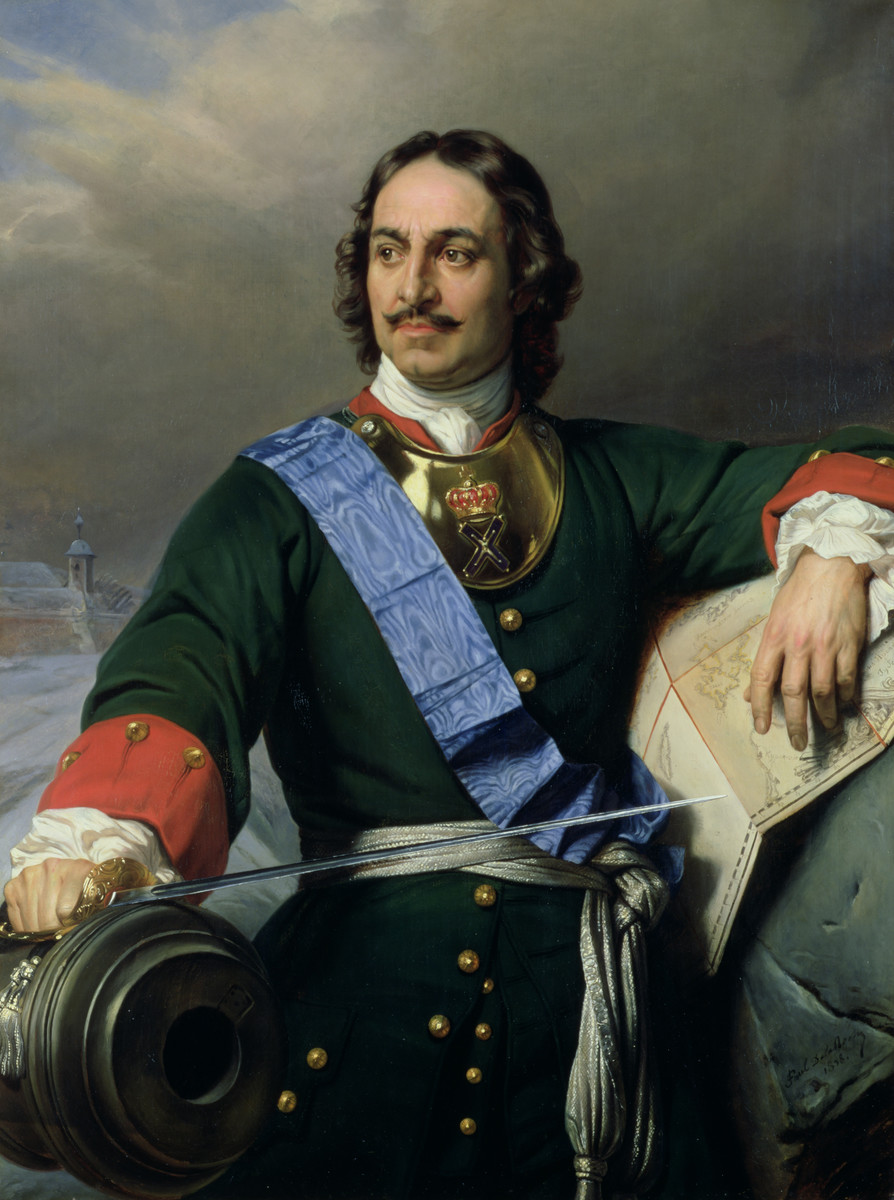
Портрет Петра I.
Поль Деларош (1838)

В конце 1698 года Пётр I находился в Воронеже вместе с вице-адмиралом Корнелиусом Крюйсом, который по приказу царя занимался наблюдением за строительством и ремонтом кораблей на верфях Воронежского адмиралтейства. Крюйсу было поручено первым делом составить два списка всех необходимых для строительства кораблей предметов. В первом списке он должен был указать предметы, необходимые для вооружения кораблей, а во втором — предметы, нужные для их снабжения. В период подготовительных работ был обнаружен нетронутый склад леса, заготовленный для строительства казённых кораблей.
Учитывая имеющиеся лесные запасы, 19 (29) ноября 1698 года под руководством Петра I был заложен 58-пушечный корабль «Гото Предестинация» («Божье Предвидение»). При его строительстве, скорее всего, был использован английский чертёж, привезённый царём из Англии. Доказательством этой версии является наличие круглого шпигеля, который в то время был только у английских кораблей. Поскольку корабль «Гото Предестинация» предназначался для хождения по мелководью, то Пётр I внёс в английский чертёж изменения. Осадка корабля была уменьшена. Киль «Гото Предестинации» имел уникальную для того времени конструкцию, предотвращавшую течи в корпусе корабля при ударе о грунт. В журнале канцелярии Петра I за 1698 год была сделана запись: «…ноября в 19 день на память святого мученика Авдия заложили корабль, именуемый „Божие Предвидение“. Киль положили длина 130 футов, ширина 33 фута.».
Почти одновременно были заложены ещё два корабля: «Черепаха» и «Великий галеас». Строительством «Черепахи» руководил английский мастер Осип Най, а строительством второго корабля — венецианец Яков Моро. Строительством «Гото Предестинации» в первое время руководил Пётр I. Таким образом, благодаря одновременному строительству трёх кораблей было начато своеобразное соревнование между русскими, английскими и венецианскими корабельными мастерами.
Впоследствии Пётр I назначил вместо себя руководителем строительства «Гото Предестинации» корабельного подмастерья Федосея Моисеевича Скляева. Для того чтобы Ф. М. Скляев мог выполнить возложенные на него обязанности, Петру I пришлось отозвать его из Венеции, куда он был отправлен царём за месяц до этого вместе с Лукьяном Алексеевичем Верещагиным для обучения на верфи венецианского адмиралтейства. Срочно прибыть в Воронеж было приказано также и второму подмастерью, Л. А. Верещагину.
По дороге в Воронеж в Москве Ф. М. Скляев и Л. Я. Верещагин пьяными ввязались в драку с солдатами Преображенского полка, в которой избили двух человек. За это оба виновных в драке были задержаны и высечены по приказу князя Ф. Ю. Ромодановского. Тем не менее эта задержка в пути не имела никаких серьёзных последствий для Верещагина и Скляева. Более того, Пётр I лично ходатайствовал об их освобождении. В письме к Ромодановскому он пишет:

… В чём держат наших товарищей Скляева и Лукьяна?! … Зело мне печально! Я зело ждал паче всех Скляева, потому что он лучший в сем мастерстве, а ты изволил их задержать. Бог тебя судит! Истинно никого мне здесь нет помощников. А, чаю, дело не государственное. Для Бога освободи (а какое до них дело, я порука по них) и пришли сюды.
В середине декабря 1698 года Пётр I покинул Воронеж. Руководить строительством «Гото Предестинации» он оставил Ф. М. Скляева, а Л. Я. Верещагину было велено следить за отделкой корабля. По свидетельству англичанина Джона Перри. Ф. М. Скляеву было приказано обращаться за советами по строительству корабля к английским мастерам.
В феврале 1699 года Пётр I снова прибывает в Воронеж, с этого момента «Гото Предестинация» строилась под его личным руководством. 2 (13) марта 1700 года Пётр I писал Ф. А. Головину: «Корабль, чаю при помощи Божией отделать и хочется спустить (если не помешает что) для того, что первый…». В это время, как сообщает Пётр I, в Воронеже стояли сильные морозы, из-за которых работы по постройке корабля были отложены.

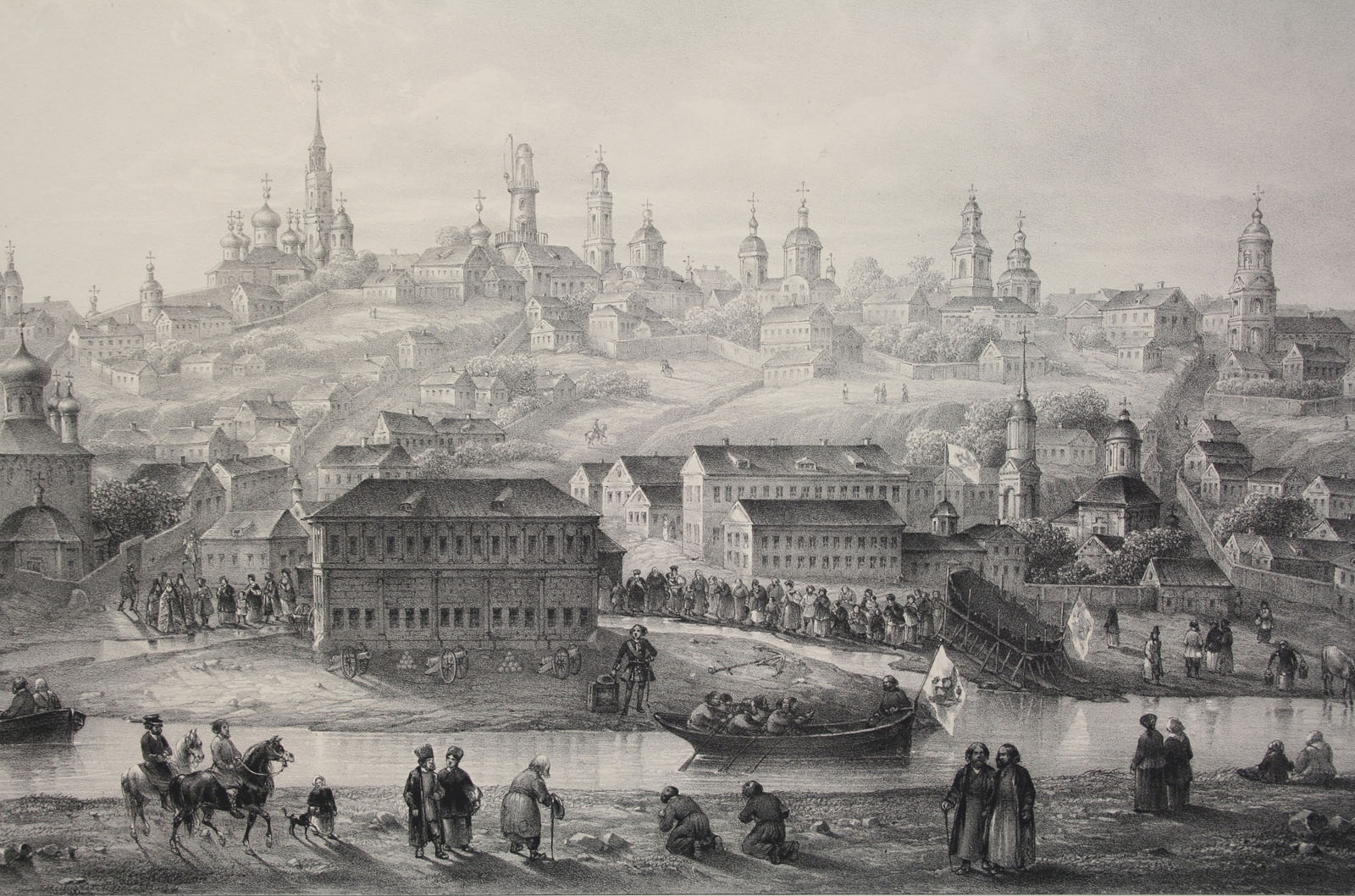
Воронежское адмиралтейство (начало XVIII века)

Корабль был готов к началу апреля (по новому стилю — в середине этого месяца), но из-за низкого уровня воды реки спуск корпуса корабля пришлось отложить. Спуск корабля на воду был произведён 27 апреля (8 мая) 1700 года в присутствии царевича Алексея Петровича, царевны Натальи Алексеевны (сестры Петра I), иностранных послов и других почётных гостей.

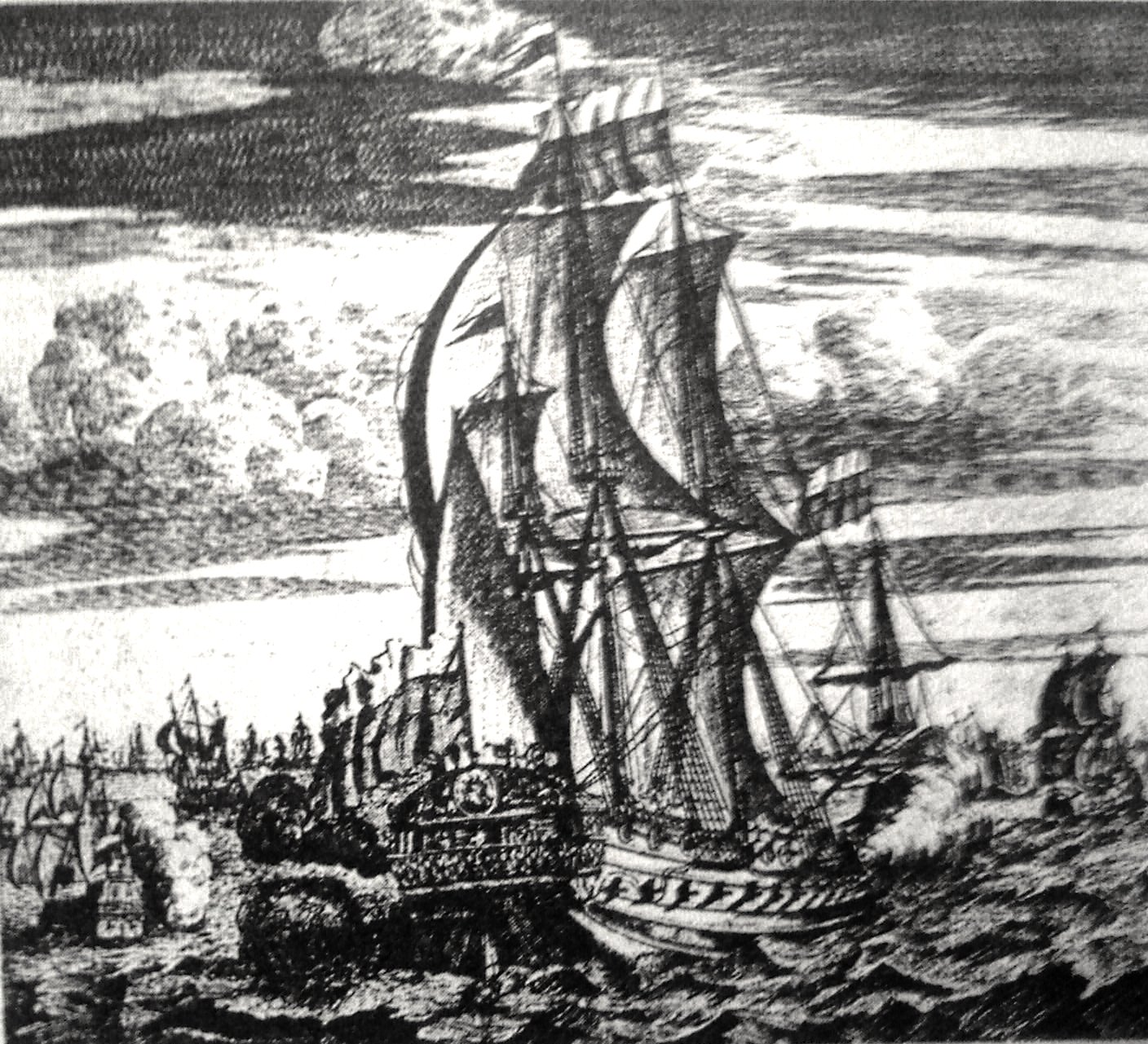
«Гото Предестинация» на гравюре П. Пикарта (1718 год)

Сохранились хвалебные отзывы некоторых лиц, присутствовавших при спуске корабля на воду. Например, Ф. А. Головин писал гетману Мазепе:

О корабле, сделанном от произволения монарха нашего, извествую: есть изрядного ей, художества, наипаче что зело размером добрым состроенный, что с немалым удивлением от английских и голландских есть мастеров, которые уже много лет сие искусство употребляют

Интересно мнение о корабле голландского посланника Хендрика Ван-дер-Гульста, которое он сообщил в своём донесении Генеральным Штатам после спуска «Гото Предестинации»: «…корабль сей весьма красивый… Остальные же стоят не много…»
Изображение корабля было послано Петром I голландцу Герриту Клаасу Полю, который был его учителем на верфи Ост-Индской компании. В ответном письме тот благодарил царя за оказанную честь и писал, что «корабль изряден пропорциею». Сам Пётр I оценивал построенный им корабль так: «…весьма красивый, зело изряден пропорцией, изрядного художества и зело размером добрым состроенный».
В своих записках «Мнение о некоторых судах Воронежского флота» царь пишет:

Корабль, который строил мастер Най, есть лучший изо всех, понеже доброю Английской пропорциею…
Корабль «Божие Предведение» именованный, какой есть пропорции, крепости и удобства нам писать и рассуждать не возможно, понеже нашего есть размера и труда, и того для полагаем на рассуждение.

Тем не менее уже в начале 1701 года в своих заметках Пётр I делает запись:
«Корабли к весне изготовить: Гото Предестинация, Шилпот, Воронеж, Винкельгак, Дельфин…».

## Описание

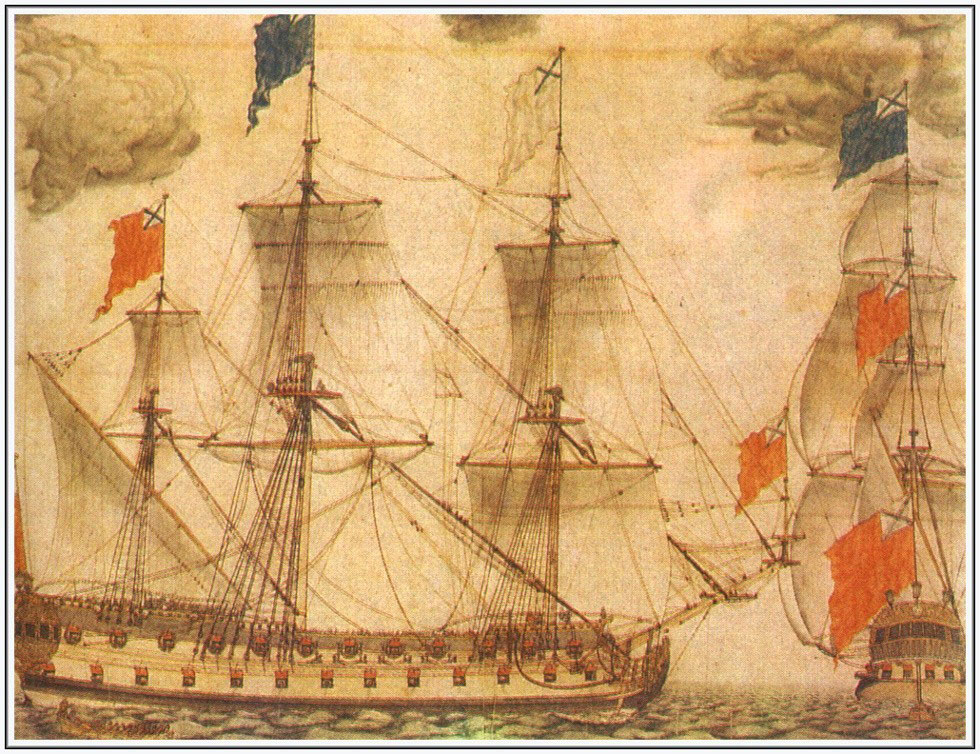
Питер Бергман «Гото Предестинация» (1700 год)

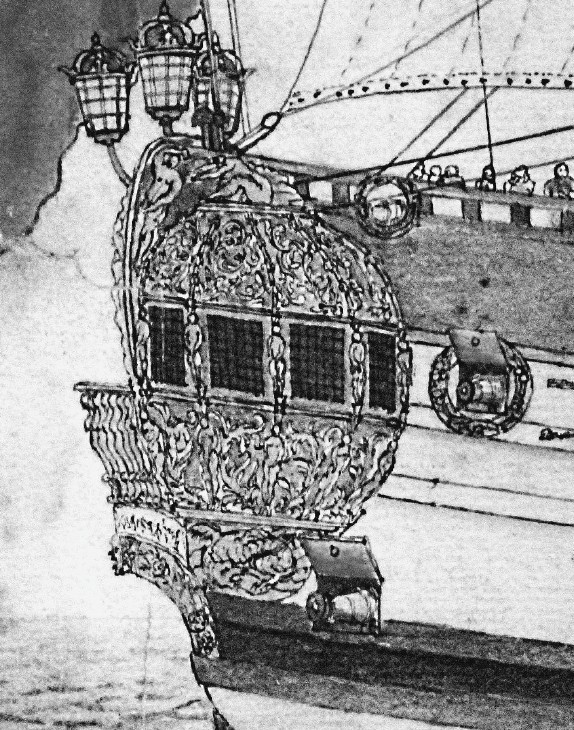
Питер Бергман «Гото Предестинация», фрагмент кормы и боковой галереи корабля

Поскольку корабль предназначался для хождения по мелководному Азовскому морю, то его осадка была уменьшена. Киль «Гото Предестинации» состоял из двух скреплённых между собой брусьев, так что при ударе о грунт повреждался лишь нижний, что не вызывало течи в корпусе корабля. Во флотах других государств подобные конструкции начали применяться лишь в 1840-х годах. Дополнительную прочность корабля обеспечивала большая кривизна бархоута, а обводы корпуса были сделаны плавными для того, чтобы корабль мог легко всходить на волну.
На корабле использовали 6 якорей, среди которых 2 якоря по 72 пуда, 2 по 68 пудов и 1 весил 52 пуда 20 фунтов.
Согласно историку В. И. Расторгуеву, среди 58 пушек на корабле «Гото Предестинация» было 26 16-фунтовых, 24 8-фунтовых и 8 3-фунтовых. В архивных документах сохранилось донесение боярина С. А. Колычёва, на котором Пётр I написал о необходимости установить на нижнем деке корабля «Гото Предестинация» 16-фунтовые пушки, отлитые на заводах Демидовых.
В 1704 году Пётр I составляет список кораблей турецкого флота и русских кораблей, которые можно было бы им противопоставить. 58-пушечный корабль «Гото Предестинация» указан в нём напротив турецкого 54-пушечного корабля «Агмет-Карваз».
На акварели Питера Бергмана, написанной в 1700 году, видны две голубые полосы, проведённые вдоль корабельного корпуса охристого цвета. С внутренней стороны крышки пушечных портов были выкрашены в ярко-красный цвет, а с внешней — украшены венками из золота. Благодаря наличию резных круглых венков вокруг пушечных портов на бортах корабля кораблестроители добились эффекта соединения носового украшения корабля с кормовым. Богатой была и внутренняя отделка «Гото Предестинации». По сведениям Корнелиса де Брюйна, по сравнению с другими кораблями корабль «Гото Предестинация» «блистал … всеми украшениями», а капитанская каюта корабля была обита ореховым деревом.
Декор кормы корабля имел центрическую композицию, подчёркнутую в центре полукруглого гакаборта овальным щитом с изображением коленопреклонённого апостола Петра, за которым по морю плыли корабли, а по безоблачному небу к нему спускался голубь с миртовой ветвью в клюве и надписью «На сем камне я создам церковь мою». Вокруг щита располагались резные фигуры путти, играющих с дельфинами. По бокам кровлю на корме поддерживали 4 амура, основание для которых образовывалось с помощью гармоничного перехода балкона с балясинами в виде кариатид в штульцы. Концы книц, поддерживавших кормовой балкон, были оформлены венецианскими масками, а боковые галереи — сценами из античной мифологии, одной из которых было похищение золотых яблок из сада Гесперид. В ночное время его освещали установленные на корме три фонаря. С обеих сторон от этой композиции к корпусу корабля шли плавно изогнутые ригели, опирающиеся на резных тритонов. Резные украшения в виде фигур украшали также крамболы, ограждения бортов, галс-клампы, завершения кнехтов и битенгов.
| |  |  |
| Широко известны созданные по указу Петра I в 1701 году гравюры Адриана Шхонебека с изображением линейного корабля «Гото Предестинация». Ошибка в подписи, сделанной художником, а также вид коленопреклонённого молящегося человека на корме, позволяли в XIX веке считать, что гравюры изображают корабль «Молящийся Св. Апостол Пётр». |  |  |

## Флаг корабля
На гравюрах Адриана Шхонебека и на акварели Бергмана корабль «Гото Предестинация» изображён с шестью различными флагами. По мнению ряда авторов, на них показаны проекты военно-морских флагов. На одном из видов на корабле развевается флаг, в полотнище которого последовательно расположены девять горизонтальных полос белого, синего и красного цветов. На другом — бело-синий-красный флаг с тремя горизонтальными полосами, а на третьем — семиполосный флаг, на широкой белой полосе которого помещён чёрный андреевский крест, выше этой полосы узкие белая, синяя и красная, а ниже неё — узкие синяя, белая и красная полосы.
По данным историка В. И. Расторгуева именно семиполосный флаг с Андреевским крестом был изготовлен воронежской мастерской, освящён в Адмиралтейской церкви и поднят на корабле «Гото Предестинация».

Проекты флагов «Гото Предестинации», изображённые на гравюрах Адриана Шхонебека (1701)
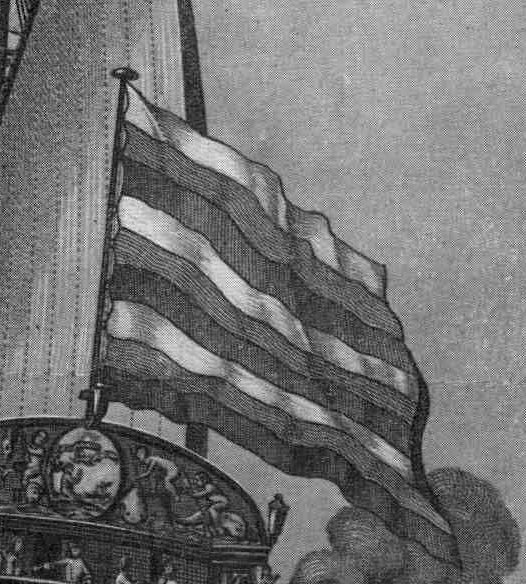
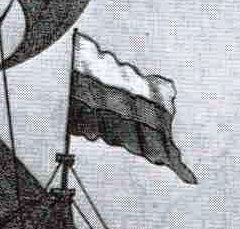
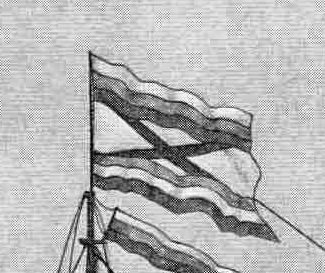

Проекты флагов «Гото Предестинации», изображённые на акварели Бергмана (1700)
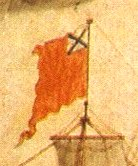
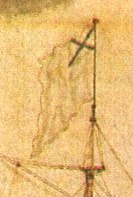
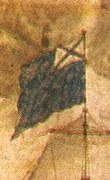

## История службы
17 апреля 1702 года линейный корабль «Гото Предестинация» был переведён в устье реки Воронеж. В мае 1702 года Ф. М. Апраксин писал Петру I{{ref|См. примечание к письму Петра I № 433:

Премилостивейший государь. Известно тебе предлагаю: на Воронеж, милостию Божию, всё благополучно, и вода была превеликая, какой давно не было, и кораблей, государь, выведено на устье одиннадцать, да яхта, да ещё ведут два корабля: «Божие Предведение», трудов твоих государевых, да «Черепаха» — строение Осипа Ная. Только безмерно жалко, что сей весны не отпустили в Азов: зело, государь, времени и воды жаль.
В 1704 году был составлен список кораблей, построенных на верфях Воронежского адмиралтейства. Согласно этому документу «Гото Предестинация» вместе с тринадцатью большими кораблями продолжала находиться в устье реки Воронеж.
19 (30) апреля 1705 года в инструкции Ф. М. Апраксину Пётр I указывает, что необходимо завершить «…поделку корабля Божиего Предвидения» и увести его, чтобы начать строить другие корабли. Из этого документа ясно, что корабль находился в доке. В письме к Ф. М. Апраксину от 11 (22) июля 1705 года царь ещё раз настоятельно просит закончить работу над кораблём, так как «… если сим летом не обпытаете, то целая зима и осень пропадёт.» Это же распоряжение он подтверждает и в письме к Ф. М. Скляеву от 17 (28) июля 1705 года. «Паче трудиться вам надлежит в подделках под Предестинацию, которое дело весьма надлежит сего лета отведать, хотя иные дела оставя, понеже зело нужно, о чём паки, подтверждая, пишу».
В сентябре 1705 года «Гото Предестинацию» установили на камели. В 1708 году было принято решение перевести корабль в Азовское море. На время перехода почти вся команда «Гото Предестинации» была набрана из пленных шведов. По этой причине провести корабль к месту назначения Пётр I поручил командору Кристиану Отто, шведу по национальности. Такое поручение было знаком поощрения офицера со стороны царя, так как «Гото Предестинация» считался кораблём Государевым. Однако в этом году перевод корабля в Азов не состоялся. Только в июне 1710 года «Гото Предестинация» была приведена на камелях в Азов под командованием капитана Стамати Камера. По данным историка Расторгуева, в мае 1711 года «Гото Предестинацию» перевели из Азова в Троицкий.
В июне 1711 года под командованием капитана Нанинга корабль находился в Таганроге в эскадре вице-адмирала Крюйса. По сведениям С. И. Елагина, 27 июня (8 июля) при западном ветре корабль «Гото Предестинация» был выведен на камелях на глубину Азовского моря, а 2 июля (13 июля) — после освобождения от камелей был возвращён обратно в гавань. Во время этих работ корабли «Соединение» и «Крепость» находились под парусами мористее «Гото Предестинации».
Примерно в это время турецкий флот из 18 кораблей, 14 галер и множества мелких судов пытался настичь русские крейсеры, стремясь приблизиться к Таганрогу. 2 июля (13 июля) по неизвестным причинам турецкие корабли возвратились обратно в море. Таким образом, было выявлено неравенство в силах между русским и турецким флотами, в связи с чем было принято решение о том, что русская эскадра будет располагаться в таганрогской гавани. В течение следующих трёх недель ничего существенного не происходило, за исключением лишь захвата казаками на лодках небольшого турецкого судна, на котором находилось 15 человек. 19 июля (30 июля) по приказу турецкого адмирала к Таганрогу было отправлено 7 галер. В ответ со стороны гавани Таганрога вышли «Гото Предестинация» и три шнявы. Завидев их, турецкие галеры подняли паруса и ушли в море к своему флоту. Тем не менее 22 июля (2 августа) турецкий флот перешёл к более активным действиям: на расстоянии 4 миль от гавани турки начали готовить десант с целью обойти Таганрог. С помощью 1500 казаков удалось это предотвратить.
23 июля (3 августа) Ф. М. Апраксин приказал отправиться в погоню за мелкими турецкими судами, но отступление неприятельского флота заставило его отменить это распоряжение. Такая оборона побережья могла бы продолжаться и дальше, по крайней мере, до осени, но из-за неудачного Прутского похода этого не произошло.
Примерно через 7 дней после отступления турецкого флота Ф. М. Апраксин получил от Петра I указ, в котором тот сообщал об отсутствии возможности далее воевать с турками, чтобы не допустить дальнейшего кровопролития русских войск. Пётр I приказывал согласно договорённости с султаном разорить город Азов. Апраксину было велено также все запасы и артиллерию из Азова и Таганрога перевести в Черкасск. При этом особо оговаривалась судьба кораблей «Гото Предестинация», «Ластка» и «Шпага». Все корабли, кроме них, Пётр I приказывал продать туркам, а если это не удастся, то сжечь. Корабли «Гото Предестинация», «Ластка» и «Шпага» он хотел провести через пролив Дарданеллы. О такой возможности Пётр I надеялся договориться с султаном. Крюйс по поручению царя даже составил соответствующую инструкцию капитанам этих кораблей. Но переговоры привели лишь к согласию турок купить 4 корабля. Среди них была и «Гото Предестинация». Корабль прибыл в Стамбул 14 (25) апреля 1712 года, где передачу корабля туркам и окончательный расчёт проводил англичанин Симсон Андрис. От продажи было выручено 26 165 венецианских червонцев (81 771 куруш или около 80 000 рублей).
После вступления в состав турецкого флота «Гото Предестинации» было присвоено новое название — «Капудание Моско» (тур. Kapudâne-i Mosko). Это название можно перевести как «Капудание Московии» либо «Московский капудание», а значения слова «капудание» — адмиральский корабль, флагман. Корабль служил в Эгейском море, но в состав линейного турецкого флота не включался из-за своих небольших размеров и слабого вооружения (к тому времени он нёс только 44 орудия). В 1718 году после завершения Морейской войны с Венецией «Капудание Моско» был признан негодным и продан на слом за 950 курушей.
Корабля с названием «Гото предестинация» («Божье предвидение») в военно-морском флоте больше не было.

## Моделирование
Чертежи линейного корабля «Гото Предестинация» были опубликованы в 1981 году в журнале «Моделист-конструктор». При их восстановлении использовались гравюры голландского мастера Адриана Шхонебека, книга C. И. Елагина «История русского флота Период Азовский» (СПб., 1880 год), книга Аллярда «Новое голландское корабельное строение» (Амстердам, 1709) и др. Рукописный документ «Таблицы пропорций и размеров русских кораблей II—VI рангов начала XVIII века» позволил создать чертёж рангоутов и такелажей. Окраска корабля была окончательно восстановлена по акварели картографа Питера Бергмана, который писал её с натуры корабля «Гото Предестинация».
Публикация в журнале повлияла на популярность моделирования «Гото Предестинация» как среди любителей, увлекающихся судомоделизмом, так и профессионалов. Модель корабля продолжает выставляться на соревнованиях различного уровня. Существуют фирмы, которые делают модели этого корабля на заказ.
Московский завод игрушек «Огонёк» выпускает пластмассовую сборную модель корабля.
Модели первого линейного корабля присутствуют в экспозициях Воронежского областного краеведческого музея, Большеглушицкого историко-краеведческого музея и др.

## Память
Во второй книге романа «Пётр Первый» советский писатель А. Н. Толстой описывает спуск двухпалубного пятидесятипушечного корабля «Предестинация».
К празднованию в России 300-летия Военного-Морского флота на месте строительства «Гото Предестинации» и других кораблей Азовского флота (ныне современной Адмиралтейской площади Воронежа) была торжественно открыта ростральная колонна; в ведение Воронежско-Борисоглебской епархии была передана отреставрированная Адмиралтейская церковь, в которой, возможно, был освящён флаг корабля «Гото Предестинация». На одной из стен Адмиралтейской церкви была размещена памятная доска в честь строительства «Гото Предестинации».
В 2000 году в Воронеже в честь 300-летия строительства «Гото Предестинации» была проведена научная конференция «Воронеж — родина Первого линейного корабля России».
В 2001 году был выпущен почтовый блок с чертежом корабля «Гото Предестинация».
В 2000 году к празднованию 300-летия Российского военно-морского флота шоколадная фабрика «Красный Октябрь» создала серию «Флотский шоколад», посвящённая известным кораблям России. На одной из этикеток была изображена и «Гото Предестинация».
1 ноября 2010 года Банк России выпускает в обращение памятные монеты из драгоценных металлов, в том числе и золотую монету номиналом 1000 рублей «Корабль „Гото Предестинация“» серии "История русского военно-морского флота. Тираж выпуска — 500 штук. На лицевой стороне монеты изображено рельефное изображение эмблемы Банка России (двуглавого орла), год чеканки — 2010 и надпись «одна тысяча рублей», а на обратной стороне — рельефное изображение первого русского линейного корабля «Гото Предестинация» и обозначение розы ветров в сочетании с элементами морских карт.
В 2015 году ФГУП Издатцентр «Марка» был выпущен почтовый конверт с изображением действующей копии линкора «Гото Предестинация».
Модель корабля «Гото Предестинация» является элементом памятного знака «Темерницкая таможня», установленного в Ростове-на-Дону, на месте закладки Темерницкой таможни.

### Корабль-музей
16 декабря 2009 года на заседании общественного художественного совета губернатор Воронежской области Алексей Гордеев объявил о том, что принято решение воссоздать корабль по чертежам эпохи Петра I. 8 июля 2010 года на Адмиралтейской площади был отлит колокол для будущей копии корабля. 15 июня 2011 года на Павловском судостроительно-судоремонтном заводе состоялась торжественная церемония закладки копии корабля. 27 июля 2014 года судно торжественно отправилось в первое плавание. После завершения всех работ в сентябре 2014 года в нём разместится музей военно-морского флота.
В детском оздоровительном лагере «Град Детинец» расположен частный музей «Гвардия», где представлена экспозиция корабля: макет, гравюра и картина, изображающая строительство на воронежских верфях. Музей проводит ежегодные мероприятия, приуроченные к спуску корабля на воду.

## Использованная литература и источники
1. 1 2  «Божие Предведение» // Военная энциклопедия : [в 18 т.] / под ред. В. Ф. Новицкого … [и др.]. — СПб. ; [М.] : Тип. т-ва И. Д. Сытина, 1911—1915.
2. ↑  Статья о корабле «Гото Предестинация» в Российском гуманитарном энциклопедическом словаре (недоступная ссылка) (недоступная ссылка)
3. ↑  Расторгуев В. И. Воронеж — родина первого Адмиралтейства. — Воронеж, 2007. — С. 8.
4. ↑  Мэхэн, Альфред Тайер. Война за испанское наследство (глава 5) // Роль морских сил в мировой истории = The Influence of Sea Power upon History. — М.: ЗАО «Центрполиграф, 2008. — С. 234—266. — 606 с. — ISBN 978-5-9524-3590-2.
5. ↑  Панова В. И. Участие кумпанских кораблей в Керченском походе 1699 г. // История Воронежского края. — Воронеж: «Родная речь», 2008. — С. 56. — 287 с. — ISBN 978-5-8745-6562-6.
6. ↑  Расторгуев В. И. Воронеж — родина Военно-морского флота. — Воронеж, 2002. — С. 77.
7. ↑  Расторгуев В. И. Воронеж — родина первого Адмиралтейства. — Воронеж, 2007. — С. 26.
8. 1 2 3  Елагин С. И. История русского флота. Период Азовский. — Воронеж, 1997. — С. 101.
9. ↑  Митрофанов, Алексей. Родина Галиасов (php). Дата обращения: 7 июля 2009. Архивировано 19 августа 2011 года.
10. ↑  Елагин С. И. Меры для удержания иноземных мастеров // История русского флота. Период Азовский. — Воронеж, 1997. — С. 79.
11. ↑  Елагин С. И. История русского флота. Период Азовский. — Воронеж: Центр.-Чернозём. кн.  изд-во, 1997. — С. 102.
12. 1 2 3 4 5  Елагин С. И. История русского флота. Период Азовский. — Воронеж, 1997. — С. 103.
13. 1 2  Расторгуев В. И. Воронеж — родина первого Адмиралтейства. — Воронеж, 2007. — С. 30.
14. 1 2  Блонский Л. В.,Титкова Т. В. Парусный флот во 2-й половине XVIII в. // Флот России. — М., 2009. — С. 32—33.
15. ↑  Доценко В. Д. и др. Глава 7. Строительство Азовского флота. Великое посольство. Керченский поход // История отечественного судостроения IX - XIX вв. — Санкт-Петербург, 1994. — Т. I. — С. 77.
16. ↑  Загоровский В. П. 1698 // Воронеж: историческая хроника. — Воронеж, 1989. — С. 47.
17. 1 2  Дегтярёв, Александр. История России. Символ нации. Информационный портал Центрального Черноземья. — Александр Дегтярёв — ответственный секретарь Воронежского областного совета краеведов, член-корреспондент Петровской академии наук и искусств. Дата обращения: 21 января 2009. Архивировано из оригинала 2 августа 2009 года.
18. ↑  Елагин С. И. История русского флота. Период Азовский. — Воронеж, 1997. — С. 103.
19. ↑  Елагин С. И. История русского флота. Период Азовский. — Воронеж, 1997. — С. 103—104.
20. ↑  Елагин С. И. История русского флота. Период Азовский. — Воронеж, 1997. — С. 104.
21. ↑  Елагин С. И. История русского флота. Период Азовский. — Воронеж, 1997. — С. 137.
22. ↑  Расторгуев В. И. Воронеж — родина первого Адмиралтейства. — Воронеж, 2007. — С. 31.
23. ↑  Письмо Фёдору Алексеевичу Головину (из Воронежа, 2 марта 1700 года). — Письма и бумаги императора Петра Великого. — СПб.: Государственная типография, 1887. — Т. I. — С. 339.
24. ↑  Письмо Фёдору Алексеевичу Головину (из Воронежа, 2 марта 1700 года). — Письма и бумаги императора Петра Великого. — СПб.: Государственная типография, 1887. — Т. I. — С. 339.
25. 1 2 3  Елагин С. И. История русского флота. Период Азовский. — Воронеж, 1997.
26. 1 2  «Гото Предестинация» // Большая Российская Энциклопедия. — М.: Большая Российская Энциклопедия, 2007. — С. 552. — 767 с. — ISBN 978-5-85270-337-8 (т. 7), 5-85270-3206.
27. ↑  Расторгуев В. И. Воронеж — родина первого Адмиралтейства. — Воронеж, 2007. — С. 33.
28. 1 2 3  Елагин С. И. История русского флота. Период Азовский. — Воронеж, 1997. — С. 138.
29. ↑  Матвеева Т. М. Убранство русских кораблей. — Л.: Судостроение, 1979. — С. 17.
30. ↑  Архитектура и убранство корабля (php). FLOT.com. Дата обращения: 7 июля 2009. Архивировано 23 ноября 2011 года.
31. ↑  Мнение о некоторых судах Воронежского флота (после 25 апреля 1700 года). — Письма и бумаги императора Петра Великого. — Санкт-Петербург: Государственная типография, 1887. — Т. I. — С. 357.
32. ↑  Заметки (начало 1700 года). — Письма и бумаги императора Петра Великого. — Санкт-Петербург: Государственная типография, 1887. — Т. I. — С. 433—434.
33. ↑  Быховский И. А. Петровские корабелы. — Судостроение. — Л., 1982. — С. 24. — 100 с.
34. 1 2  Иванов И., Константинов А. Первый линейный корабль России. — Моделист-конструктор №9. — 1981. — С. 21.
35. ↑  Расторгуев В. И. Первому линейному кораблю России «Божье Предвидение» 300 лет (1700—2000 гг.) // Доклады и сообщения научной конференции «Воронеж — родина Первого линейного корабля России», посвящённой 300-летию Первого линейного корабля России. — Воронеж: Изд-во Воронежского государственного университета, 2000. — С. 20.
36. ↑  Расторгуев В. И. Первому линейному кораблю России «Божье Предвидение» 300 лет (1700—2000 гг.) // Доклады и сообщения научной конференции «Воронеж — родина Первого линейного корабля России», посвящённой 300-летию Первого линейного корабля России. — Воронеж: Изд-во Воронежского государственного университета, 2000. — С. 18.
37. 1 2 3  Иванов И., Константинов А. Первый линейный корабль России. — Моделист-конструктор №9. — 1981.
38. ↑  Ведомость и роспись кораблям Турецкого флота, с означением какие из Русских судов можно им противопоставить (1704 год) // Письма и бумаги императора Петра Великого. — Санкт-Петербург: Государственная типография, 1893. — Т. III. — С. 209—210.
39. ↑  Басов А. Н. Флаги ВМФ России: история и мифы // История военно-морских флагов. — 2004. — С. 51. — 310 с.
40. 1 2  Расторгуев В. И. Первому линейному кораблю России «Божье Предвидение» 300 лет (1700–2000 гг.) // Воронеж — родина Первого линейного корабля России // Доклады и сообщения научной конференции, посвящённой 300-летию Первого линейного корабля России. — Воронеж: Изд-во Воронежского государственного университета, 2000. — С. 23.
41. ↑  Расторгуев В. И. Воронеж — родина первого Адмиралтейства. — Воронеж, 2007. — С. 35.
42. 1 2  Расторгуев В. И. Первому линейному кораблю России «Божье Предвидение» 300 лет (1700—2000 гг.) // Доклады и сообщения научной конференции «Воронеж — родина Первого линейного корабля России», посвящённой 300-летию Первого линейного корабля России. — Воронеж: Изд-во Воронежского государственного университета, 2000. — С. 22.
43. ↑  Елагин С. И. История русского флота. Период Азовский. — Воронеж: Центр.-Чернозём. кн, 1997. — С. 255.
44. ↑  Басов А. Н. Флаги ВМФ России: история и мифы // История военно-морских флагов. — 2004. — С. 49. — 310 с.
45. ↑  Оленин Р. М., Карманов В. В. От первого корабля до первого Устава. История морских флагов России (1669—1725 гг.). — СПб.: «Шатон», 2006. — С. 56. — 236 с. — ISBN 5-94988-018-8.
46. ↑  Расторгуев В. И. Геральдика Воронежской земли XVIII века. — Воронеж, 2007. — С. 12.
47. ↑  Письма и бумаги императора Петра Великого. — Т. II (1688—1701). — СПб.: Государственная типография, 1887. — С. 358.
48. ↑  Загоровский В. П. 1704 // Воронеж: историческая хроника. — Воронеж: Центр.-Чернозём. кн. изд-во, 1989. — С. 54. — 255 с. — ISBN 5-7458-0076-3.
49. ↑  Письма и бумаги императора Петра Великого. — Т. III (1688—1701). — СПб.: Государственная типография, 1893. — С. 318.
50. ↑  Письма и бумаги императора Петра Великого. - Т. III (1688—1701). — СПб.: Государственная типография, 1893. — С. 373.
51. ↑  Письма и бумаги императора Петра Великого. - Т. III (1688—1701). — СПб.: Государственная типография, 1893. — С. 384.
52. 1 2  Расторгуев В. И. Воронеж — родина первого Адмиралтейства России. — Воронеж, 2007. — С. 24.
53. ↑  Елагин С. И. История русского флота. Период Азовский. — Воронеж: Центр.-Чернозём. кн. изд-во, 1997. — С. 185.
54. 1 2  Елагин С. И. История русского флота. Период Азовский. — Воронеж, 1997. — С. 171.
55. ↑  Елагин С. И. История русского флота. Период Азовский. — С. 151—152, 314—317)
56. ↑  Елагин С. И. История русского флота. Период Азовский. — Воронеж, 1997. — С. 314—315.
57. ↑  Расторгуев В. И. Первому линейному кораблю России «Божье Предвидение» 300 лет (1700—2000 гг.) // Доклады и сообщения научной конференции «Воронеж — родина Первого линейного корабля России», посвящённой 300-летию Первого линейного корабля России. — Воронеж: Изд-во Воронежского государственного университета, 2000. — С. 25.
58. ↑  Елагин С. И. История русского флота. Период Азовский. — Воронеж, 1997. — С. 191.
59. 1 2  Елагин С. И. История русского флота. Период Азовский. — Воронеж, 1997. — С. 192.
60. ↑  Елагин С. И. История русского флота. Период Азовский. — Воронеж, 1997. — С. 193.
61. ↑  Расторгуев В. И. Воронеж – родина первого Адмиралтейства России. — Воронеж: Изд-во Воронежского государственного университета, 2007. — С. 25.
62. ↑  Манвелов Н. В. [militera.lib.ru/h/manvelov_nv/03.html Обычаи и традиции Российского Императорского флота = М.:]. — 2008. Архивировано 12 августа 2011 года.
63. 1 2  Aydin, Yusuf Alperen. Osmanlı Denizciliği (1700-1770) = докторская диссертация. — Стамбул: İstanbul Üniversitesi Sosyal Bilimler Enstitüsü Tarih Anabilim Dalı), 2007. — С. 111—113. — 401 с.
64. ↑  Таблицы результатов Кубка Университета. Дата обращения: 28 июня 2009. Архивировано 2 августа 2009 года.
65. ↑  Каталог. Модели. Гото Предестинация. Архивировано из оригинала 18 апреля 2012 года.
66. ↑  Воронежский областной краеведческий музей. Дата обращения: 28 июня 2009. Архивировано 21 сентября 2011 года.
67. ↑  Корабль «Божье предвидение» автор В. Н. Викулов, 1977. Дата обращения: 28 июня 2009. Архивировано 3 августа 2009 года.
68. ↑  Толстой А. Н. Книга вторая, глава третья // [militera.lib.ru/prose/russian/tolstoy_an2/10.html Пётр Первый]. — Минск: Народная Асвета, 1977. — С. 382—383. — 606 с. Архивировано 3 августа 2009 года.
69. ↑  Воронеж — родина Первого линейного корабля России//Доклады и сообщения научной конференции, посвящённой 300-летию Первого линейного корабля России. — Воронеж: Изд-во Воронежского государственного университета, 2000.
70. ↑  Почтовый блок, выпущенный к 300-летию военно-морского образования в России. Дата обращения: 28 июня 2009. Архивировано из оригинала 7 марта 2011 года.
71. ↑  Шоколад "Флотский" ("Гото Предестинация", 1700 г.), 15г (2000 год). Дата обращения: 28 июня 2009. Архивировано из оригинала 2 августа 2009 года.
72. ↑  Корабль "Гото Предестинация" │ Памятные монеты России. Сайт Сбербанка России. — Запись о монете в базе данных Банка России. Дата обращения: 3 февраля 2011. Архивировано 4 ноября 2011 года.
73. ↑  Арефьева Е. «Божие провидение» Азовской флотилии // АиФ на Дону, 17 (833).
74. ↑  В Воронеже воссоздадут первый линкор российского флота. Сайт газеты «Моё» (17 декабря 2009). Дата обращения: 12 декабря 2009. Архивировано 1 октября 2013 года.
75. ↑  В Воронеже воссоздадут первый линкор российского флота. Моё!. 16 декабря 2009. Архивировано 26 июля 2014. Дата обращения: 30 июля 2014.
76. ↑  Сальникова Марина. В Воронеже на Адмиралтейке отлили колокол для копии первого петровского корабля. Сайт газеты "Моё!" (8 июля 2010). Дата обращения: 8 июля 2010. Архивировано 13 июля 2012 года.
77. ↑  В Воронежской области дан старт воссозданию точной копии корабля «Гото Предестинация». Информационный портал «Коммуна» (16 июня 2011). Дата обращения: 15 октября 2011. Архивировано из оригинала 8 августа 2014 года.
78. 1 2  В Воронеже пришвартовался легендарный парусник «Божье предвидение». НТВ. 28 июля 2014. Архивировано 29 июля 2014. Дата обращения: 30 июля 2014.
79. ↑  Телемост Петербург-Воронеж в честь первого русского линейного корабля Гото Предестинация. Триумф инфо медиа (4 мая 2021). Дата обращения: 4 мая 2021. Архивировано 4 мая 2021 года.